# West Perth (Ontario)
West Perth to gmina (ang. township) w Kanadzie, w prowincji Ontario, w hrabstwie Perth.
Powierzchnia West Perth to 579,4 km².
Według danych spisu powszechnego z roku 2001 West Perth liczy 9129 mieszkańców (15,76 os./km²).